# Drążonek
Drążonek – osada w Polsce położona w województwie kujawsko-pomorskim, w powiecie nakielskim, w gminie Mrocza. Miejscowość wchodzi w skład sołectwa Drążno.
W latach 1975–1998 miejscowość należała administracyjnie do województwa bydgoskiego.